# リベル・エンタテインメント
株式会社リベル・エンタテインメント（英: Liber Entertainment Inc.）は、日本のモバイルゲーム開発会社。株式会社アエリアコンテンツ・ホールディングスの完全子会社。コンピュータエンターテインメント協会正会員、日本2.5次元ミュージカル協会会員。

## 沿革
- 2006年9月 - セガ・エンタープライゼス（後のセガ）の開発部次長を経てゲームアーツで開発部執行役員を務めた林田浩太郎により設立[3]
- 2015年
  - 4月 - アエリアが買収を発表[4]
  - 6月
    - 恋愛リズムアドベンチャー『アイ★チュウ』をリリース
    - 内神田DNKビル2階へ移転
- 2016年10月 - 丸石第二ビル6階へ移転
- 2017年
  - 1月 - イケメン役者育成ゲーム『A3!（エースリー）』をリリース
  - 9月 - 本格海戦ゲーム『蒼焔の艦隊』をリリース
- 2018年6月 - 住友不動産御成門タワー7階へ移転
- 2019年
  - 1月 - 株式移転により設立されたアエリアコンテンツ・ホールディングスの子会社となる[5]
  - 10月 - 次世代声優育成ゲーム『CUE!』をリリース
- 2020年4月 - アイドル育成ゲーム『アイ★チュウ Étoile Stage』をリリース
- 2021年3月 - マンサード代官山4階へ移転
- 2022年6月 - アーバンネット神田ビル9階へ移転

## ゲーム一覧

### 運営タイトル

#### 現行
| 開始年 | 開始日  | タイトル   | プラットフォーム | 備考                   |
| ------ | ------- | ---------- | ---------------- | ---------------------- |
| 2017年 | 1月27日 | A3!        | Android iOS      |                        |
| 2017年 | 9月1日  | 蒼焔の艦隊 | Android iOS      | 開発元：ランド・ホー   |
| 2024年 | 5月23日 | 18TRIP     | Android iOS      | 開発元：フリースタイル |

#### 過去
| 開始年 | 開始日   | 終了          | タイトル                 | プラットフォーム | 備考                        |
| ------ | -------- | ------------- | ------------------------ | ---------------- | --------------------------- |
| 2015年 | 6月26日  | 2020年7月6日  | アイ★チュウ              | Android iOS      | iOS版：2015年7月3日配信開始 |
| 2019年 | 10月25日 | 2021年4月30日 | CUE!                     | Android iOS      |                             |
| 2020年 | 4月30日  | 2021年6月30日 | アイ★チュウ Étoile Stage | Android iOS      |                             |

### 開発タイトル[12]
| 発売年 | 発売日   | タイトル                             | プラットフォーム                           | 発売元                 | 備考             |
| ------ | -------- | ------------------------------------ | ------------------------------------------ | ---------------------- | ---------------- |
| 2012年 | 12月20日 | ワンピース ROMANCE DAWN 冒険の夜明け | PlayStation Portable ニンテンドー3DS       | バンダイナムコゲームス | 開発の一部       |
| 2014年 | 2月27日  | 大乱走ダッシュor奪取!!               | PlayStation Vita                           | プラネットG            | 開発及び運営全般 |
| 2014年 | 11月19日 | 乖離性ミリオンアーサー               | Android iOS PlayStation Vita PlayStation 4 | スクウェア・エニックス | 開発の一部       |
| 2022年 | 11月10日 | アイ★チュウ                          | Nintendo Switch                            | オペラハウス           |                  |
| 2024年 | 5月30日  | ライドカメンズ                       | Android iOS                                | バンダイ               |                  |
| 2024年 | 6月3日   | 悪魔王子と操り人形                   | Android iOS                                | ドリコム               | 企画開発         |